# Heinrich Träg
Heinrich „Heiner“ Träg (* 3. Januar 1893 in Nürnberg; † 13. Oktober 1976 ebenda) war ein deutscher Fußballspieler. Er galt als bester linker Außenspieler im deutschen Fußball der 1920er Jahre und wurde vom Fachblatt Kicker gewürdigt, gemeinsam mit Gustav Bark einer ganzen Fußballepoche seinen Stempel aufgedrückt zu haben.

## Karriere
Träg begann beim FC Pfeil Nürnberg mit dem Fußballspielen. Über den FC Viktoria gelangte er schließlich 1911 zum 1. FC Nürnberg. Dort spielte er zunächst Linksaußen, wechselte später aber auf die halblinke Position, um die Außenposition für Hans Sutor frei zu machen. Nach dessen Karriereende kehrte Träg jedoch auf die Außenposition zurück. Zwischen 1911 und 1927 bestritt er für die erste Fußballmannschaft des 1. FC Nürnberg 455 Spiele. Von 1921 bis 1926 wurde er 6 Mal (1 Tor) in die A-Nationalmannschaft berufen.
Der eher kleine Träg war trotz seiner bulligen Statur äußerst wendig und besonders kraftvoll, weshalb er im Zweikampf sehr durchsetzungsfähig war. Obwohl insgesamt langsam verfügte er zudem über einen schnellen Antritt, weshalb er besonders auf Steilpässe lauerte. Seine größte Stärke war die Schusskraft seines linken Fußes, verbunden mit einer genauen Präzision seiner Schüsse, die ein Berliner Journalist mit den Worten „Träg hat Sehorgane an den Füßen.“ beschrieb. In seinen 18 Einsätzen in Endrundenspielen um die deutsche Fußballmeisterschaft erzielte er 16 Treffer. 1919 gelangen ihm in einem Punktspiel gegen Jena sieben Tore, mit denen er fast im Alleingang aus einem 0:2-Halbzeitrückstand noch einen 9:2-Sieg für den Club machte.
Zu den großen Schwächen des Flügelspielers gehörte das Kopfballspiel. In der Erinnerung des langjährigen FCN-Torwarts Heinrich Stuhlfauth erzielte er lediglich im Meisterschaftsendspiel von 1921 gegen Vorwärts 90 Berlin „aus Versehen“ ein Kopfballtor: „Der Ball ist ihm auf den Kopf gefallen und von da ins Tor gesprungen.“
Eine noch größere Schwäche war jedoch sein ungezügeltes Temperament. Immer wieder ließ er sich zu verbalen Auseinandersetzungen mit den Schiedsrichtern und den Zuschauern hinreißen. So verwies ihn beim endlosen Meisterschaftsendspiel 1922 gegen den Hamburger SV im Wiederholungsspiel Schiedsrichter Peco Bauwens wegen einer Tätlichkeit in der 100. Minute vom Platz. 1925 legte Bauwens bei einem Spiel gegen MTK Budapest sogar sein Amt wegen anhaltender Auseinandersetzungen mit Träg nieder. Auch sein letztes Spiel als Aktiver zeigte alle positiven und schlechten Seiten Heiner Trägs. Beim Endspiel um die Meisterschaft 1927 brachte er in der 60. Minute den 1. FCN mit 2:0 gegen Hertha BSC in Führung. Er ließ sich jedoch wiederholt auf Wortgefechte mit den Zuschauern des in Berlin ausgetragenen Finales ein und erklärte diesen nach seinem Tor: „Edds kennder weiderschimbfn, gwunner ham mir! (Jetzt könnt ihr weiterschimpfen, gewonnen haben wir!).“ Zehn Minuten vor Abpfiff wurde er schließlich wegen Schiedsrichterbeleidigung des Feldes verwiesen.

## Erfolge
- Deutscher Meister 1920, 1921, 1924, 1925, 1927

## Sonstiges
Der gelernte Kaufmann arbeitete von 1922 bis 1966 als Mitinhaber und Geschäftsführer einer Mineralölfabrik in Schweinau; er starb am 13. Oktober 1976 in Nürnberg. Nach dem Ende seiner aktiven Laufbahn gehörte Träg dem Ältestenrat des 1. FC Nürnberg an.